# 10730 Вайт
10730 Вайт (10730 White) — астероїд головного поясу, відкритий 19 вересня 1987 року.
Тіссеранів параметр щодо Юпітера — 3,683.